# Ulvophyceae
Die Ulvophyceae sind eine Klasse von Algen, die zur Gruppe der Chlorophyta gehört, einer der beiden großen Gruppen von Grünalgen. Bekannte Vertreter sind der Meersalat und der Modellorganismus Acetabularia.

## Merkmale
Die Gestalten der Ulvophyceae reichen von unbegeißelten Einzellern (kokkale Organisationsstufe) über fädige (trichale) bis hin zu blattartig flächigen Thalli (zum Beispiel beim Meersalat), wobei unverzweigte Fäden am häufigsten sind. Neben gewöhnlichen vielzelligen Formen mit einem Zellkern pro Zelle gibt es solche mit mehrkernigen Zellen (siphonocladal) sowie teils makroskopische Arten mit sehr vielen Kernen, aber ohne zellige Untergliederung (siphonal, zum Beispiel Caulerpa).
Begeißelte Stadien haben zwei oder vier Geißeln ohne Mastigonema. Die Basalkörper besitzen vier Mikrotubuli-Wurzeln in Kreuzform sowie kleinere Wurzeln in zwei Größen, abwechselnd zwischen zwei oder mehr Mikrotubuli. Die Geißeln sind mit Schuppen besetzt und besitzen einen Rhizoplasten.
Die Zellwand enthält Polysaccharide und ist mehr oder weniger verkalkt. Plasmodesmen fehlen. Die Zellteilung erfolgt durch Einschnürung mit einer geschlossenen, zentrischen und persistierenden Mitosespindel. Ein Phycoplast tritt bei der Zellteilung nicht auf.
Der Lebenszyklus ist diplobiontisch, es gibt also freilebende Gametophyten und Sporophyten. Diese beiden Phasen können gleichförmig (isomorph) oder verschieden (heteromorph) sein. Andere Grünalgen-Gruppen haben hauptsächlich einen haplobiontischen Zyklus.

## Vorkommen
Der Großteil der Arten lebt im Meerwasser.

## Systematik
Die Klasse ist möglicherweise nicht monophyletisch. Es gibt keine deutlichen Synapomorphien und noch keine ausreichenden genetischen Studien, um die Frage eindeutig zu klären. 2004 wurden fünf Gruppen klar unterschieden, die meist als Ordnungen klassifiziert werden. Eine neuere Einteilung nach AlgaeBase (2017) sieht folgendermaßen aus:
- Bryopsidales (inklusive Caulerpales)
- Cladophorales (inklusive Siphonocladales)
- Dasycladales
- Oltmannsiellopsidales
- Scotinosphaerales
- Trentepohliales
- Ulotrichales
- Ulvales
- Ulvophyceae incertae sedis